# Саттон-Плейс (Манхэттен)
Са́ттон-Пле́йс (англ. Sutton Place) — небольшой квартал в районе Ист-Сайд в боро Манхэттен, Нью-Йорк; расположен вдоль пролива Ист-Ривер между 53-й и 59-й улицами, к западу от Йорк-авеню и южнее моста Куинсборо. На юге граничит с районом Тюдор-сити. Квартал находится под юрисдикцией 6-го общественного совета Манхэттена.

## История

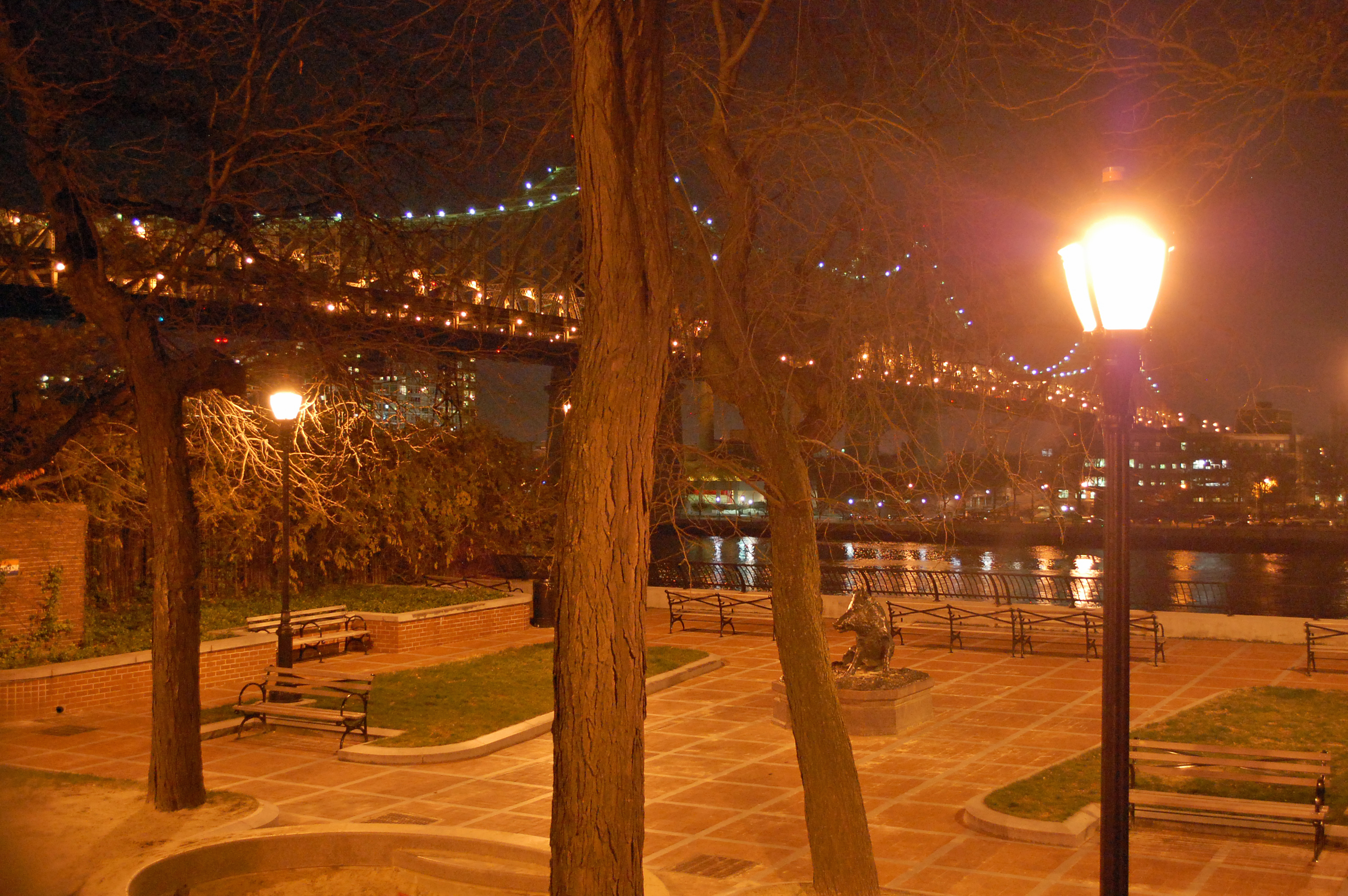
Саттон-Плейс-парк и мост Куинсборо на заднем плане

Квартал возник на участке авеню А. В 1875 году антрепренёр Эффингем Саттон (англ. Effingham Sutton) построил между 57-й и 58-й улицами несколько особняков. В 1883 году новый квартал получил своё нынешнее название.
До Первой мировой войны в Саттон-Плейсе было несколько пивоварен. В квартале проживало множество актёров из неформального объединения «Дети без надежды» (англ.). В 1920-х годах в районе поселились миллионеры Вандербильты и филантроп Анна Морган (англ.). Они вложились в постройку нескольких особняков на восточной стороне квартала вдоль Ист-Ривер. В проектировании строений приняли участие архитекторы Мотт Шмидт (англ.) и Розарио Кандела. Развитие квартала прервалось во время Великой депрессии и продолжилось лишь в 1940-х — 1950-х годах.

## Парки
На территории квартала находятся два небольших общественных парка, расположенных на побережье Ист-Ривера; один — в конце 57-й улицы, другой — в конце 53-й. Первый парк соседствует с жилым комплексом Уан-Саттон-Плейс-Саут (англ.), возведённым по проекту архитектора Розарио Кандела.

## Население
По данным на 2009 год, численность населения квартала составляла 970 жителей. Средняя плотность населения составляла около 24 168 чел./км², превышая среднюю плотность населения по Нью-Йорку почти в 2,5 раза. В расовом соотношении подавляющее большинство составляли белые. Средний доход на домашнее хозяйство почти в 3,5 раза превышал средний показатель по городу: $171 550.

## Общественный транспорт
По состоянию на сентябрь 2012 года в районе действовали автобусные маршруты M31 (англ.) и M57 (англ.).